# Жасрон
Жасро́н (фр. Jasseron) — коммуна во Франции, находится в регионе Рона — Альпы. Департамент коммуны — Эн. Входит в состав кантона Сейзерья. Округ коммуны — Бург-ан-Бресс.
Код коммуны — 01195.

## Население
Население коммуны на 2010 год составляло 1552 человека.
| 1962 | 1968 | 1975 | 1982 | 1990 | 1999 | 2010 |
| ---- | ---- | ---- | ---- | ---- | ---- | ---- |
| 637  | 654  | 716  | 954  | 1079 | 1256 | 1552 |